# Bergwerk Peiting
Das Bergwerk Peiting war eines der Bergwerke der südbayerischen Pechkohlenvorkommen, betrieben bis 1968. Es war neben dem Bergwerk Peißenberg ein weiterer Abbaubetrieb in der Lagerstätte, die Peißenberger Mulde genannt wird. Dort im Westfeld der Peißenberger Mulde werden die Flöze deutlich schwächer, deswegen war die Peitinger Schachtanlage ein kleinerer Betrieb als in Peißenberg. Mithilfe der Schachtanlage Peiting förderten die dortigen Grubenarbeiter zwischen 1921 und 1968 etwa 7,6 Millionen Tonnen Kohle. Der Kohlenvorrat der Schachtanlage Peiting betrug bei Stilllegung 6,4 Millionen Tonnen.

## Geschichte

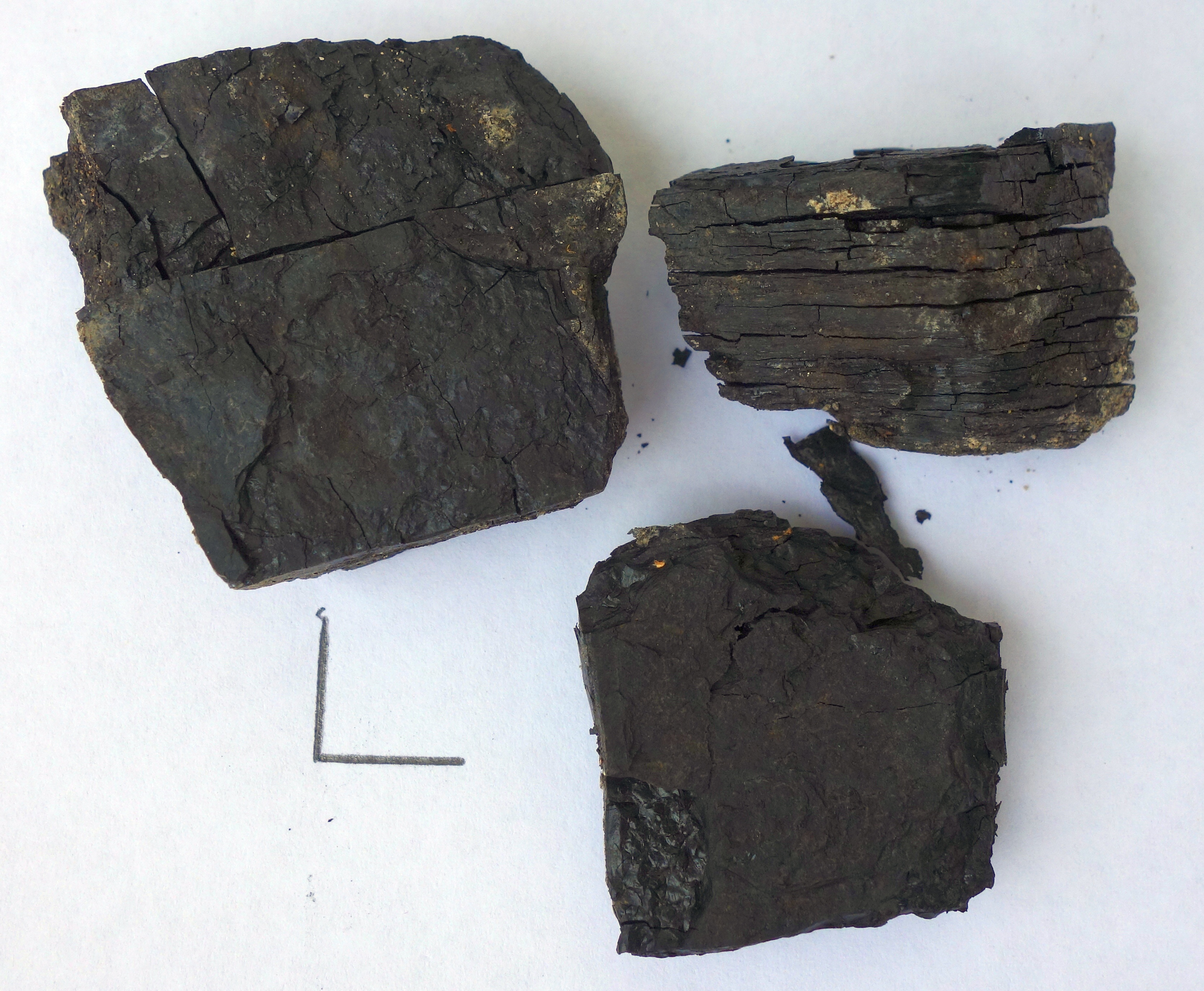
Peitinger Pechkohle

Erste Abbautätigkeiten auf Peitinger Gebiet gab es bereits Ende des 16. Jahrhunderts. Große wirtschaftliche Bedeutung erlangte der Peitinger Bergbau erst durch die Schachtanlage Peiting, die ab August 1920 abgeteuft worden war, nachdem bereits 1912 abbauwürdige Kohlevorkommen durch Tiefbohrungen gefunden wurden. Von 1914 bis 1918 gab es bereits einen Versuchsstollen mit provisorischer Förderung am Bühlach. Grund für den zusätzlichen Schacht in Peiting war der Verlust der Kohlengruben in Lothringen, im Saargebiet und in Oberschlesien, als Folge des Ersten Weltkriegs. Der Bau von Tagesanlagen verlief gleichzeitig mit dem Schachtabteufen. Da es nach dem Ersten Weltkrieg durch die Besetzung und Abriegelung des Ruhrgebietes durch Frankreich es zu einer Verknappung an Stahl kam, bauten sie stattdessen den Förderturm aus Stahlbeton.
Am 31. März 1922 erreichte der Schacht bei 235 Metern Teufe die zweite Sohle. Durch ein Abhauen vom Bühlach aus in Flöz 10/11 stellte man im Jahr 1922 durch einen Durchschlag eine Bewetterung für den neuen Schacht her. Ebenfalls 1922 nahm die Bahnstrecke Kaufbeuren–Schongau den Betrieb auf, damit vereinfachte sich der Kohlenabsatz nach Bayerisch-Schwaben und ins Allgäu. Im Jahr 1923 wurde die Errichtung einer Kohlenwäsche beauftragt. 1925 überstieg die Fördermenge erstmals 100.000 Tonnen Kohle pro Jahr. Im Jahre 1927 fand die Gründung der BHS statt, die den Betrieb der Grube übernahm.  Von 1934 bis 1936 wurde der Schacht auf 513 Meter zur fünften Sohle weiter abgeteuft. 1951 stellten die Bergleute erstmals einen Durchschlag zur Peißenberger Grube her. Ab 21. März 1952 wurde der Schacht bis 813 Meter Teufe weiter vertieft. Ab 19. April 1956 wurde der Wetterschacht in Kurzenried abgeteuft, hierbei erreichten sie die zweite Sohle am 17. November 1956. Im Jahre 1957 hatte das Kohlenbergwerk Peiting mit 882 Bergleuten und 47 Angestellten seinen höchsten Belegschaftsstand. Ab 1. April 1959 begann die Förderung von der sechste Sohle. 1961 hatte die Schachtanlage die größte Jahresförderung von 300.000 Tonnen verwertbarer Kohle. Am 28. Juli 1968 stellte die BHS die Kohlenförderung wegen mangelnder Rentabilität ein.

## Geotop
Im Abbaugebiet wurde das Kohleflöz am Bühlach als Demonstrationsbauwerk errichtet und vom Bayerischen Landesamt für Umwelt (LfU) als geowissenschaftlich besonders wertvolles Geotop (Geotop-Nummer: 190A012) ausgewiesen. Es wurde auch vom LfU mit dem offiziellen Gütesiegel Bayerns schönste Geotope ausgezeichnet.

## Varia
- Heute gibt es einen 12 Kilometer langen Bergbauweg, der in 13 Stationen durch die Geschichte des Peitinger Bergbaus führt.
- In Peiting im ehemaligen Bergwerksgelände gibt es inzwischen eine Diskothek mit dem Namen „Bergwerk Peiting“.